# Julius Kräcker

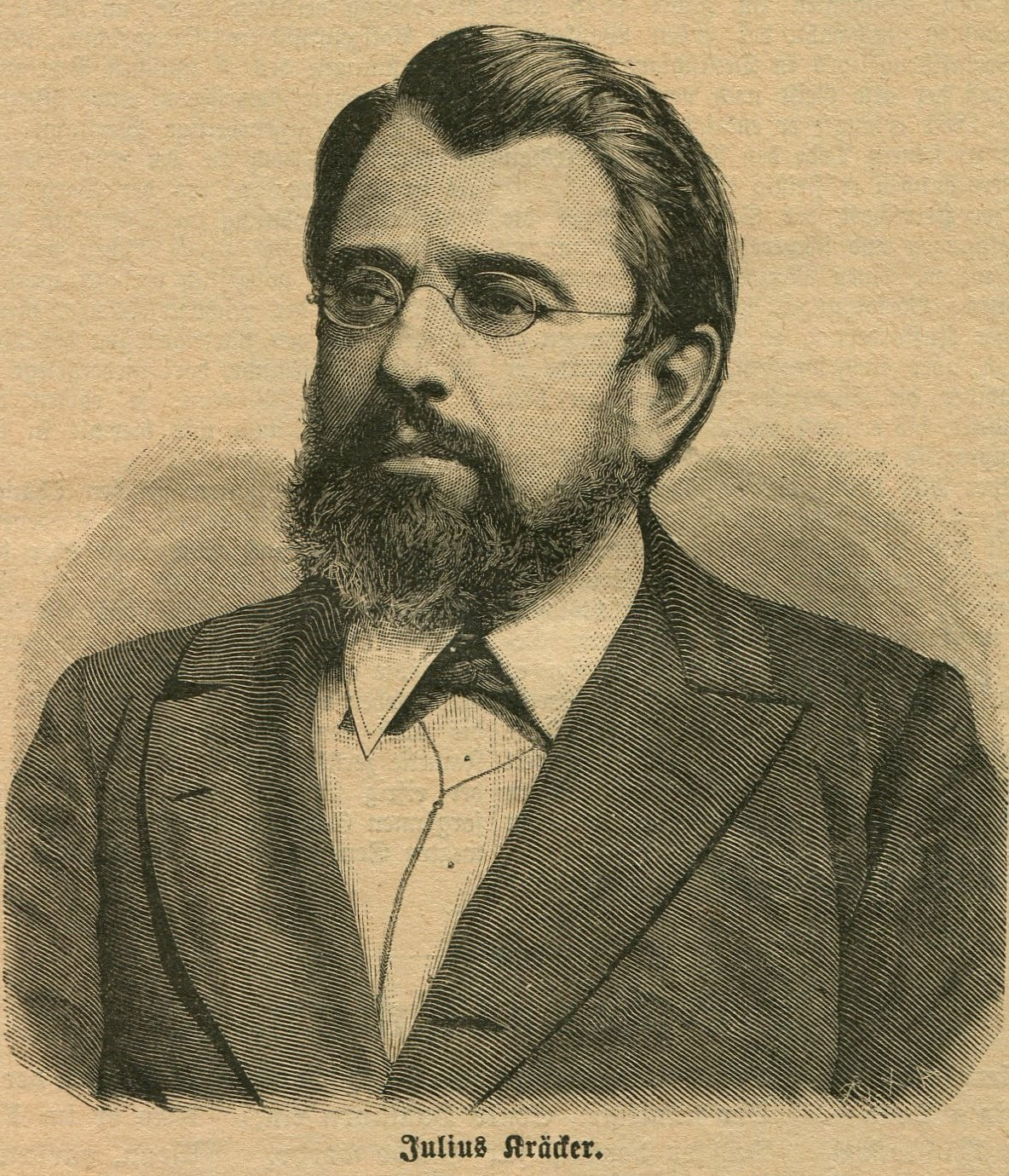
Julius Kräcker

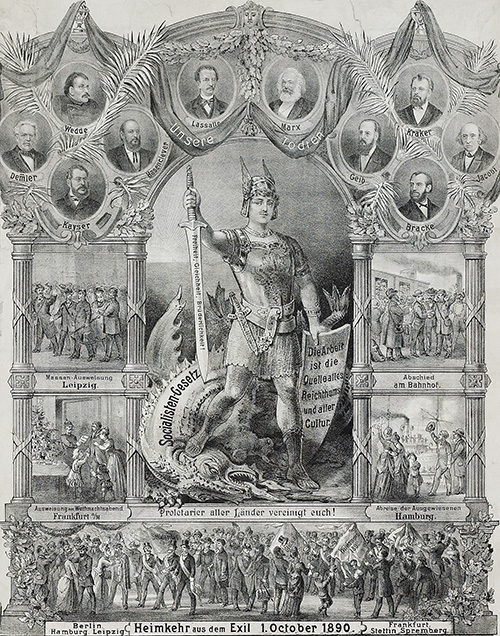
Julius Kräcker, 2. von rechts oben. (Plakat aus dem Jahr 1890 zum Fall des Sozialistengesetzes)

Julius Kräcker (* 26. Juni 1839 in Breslau; † 2. Oktober 1888 ebenda) war ein deutscher sozialdemokratischer Politiker und Sattler.

## Leben
Kräcker besuchte eine sogenannte Fabrikschule und dann bis zum Alter von 14 Jahren eine Elementarschule. Er erlernte den Beruf eines Sattlers. Als Geselle machte er eine Wanderschaft durch Deutschland, Österreich-Ungarn und Russland. Er war 1867 Mitbegründer eines Arbeitervereins und trat ein Jahr später dem Allgemeinen Deutschen Arbeiterverein (ADAV) bei. Im selben Jahr organisierte er eine gemeinsame gewerkschaftsähnliche Organisation für Buchbinder, Steindrucker, Sattler, Tapezierer, Handschuhmacher und Lederarbeiter in Breslau. In den Jahren 1869 und 1870 war Kräcker der Bevollmächtigte des ADAV in Breslau.
Im Jahr 1870 trat er zur SDAP über. Ab 1876 war Kräcker Redakteur verschiedener sozialdemokratischer Blätter in Breslau. Zwischen 1879 und 1885 war er Zigarrenhändler und danach Mitbesitzer einer Druckerei und eines Verlages. Er schrieb außerdem weiter für verschiedene sozialdemokratische Zeitungen, unter anderem für Die Laterne von Carl Hirsch. Kräcker war 1880 Herausgeber der Schrift von Karl Marx Lohnarbeit und Kapital, nachdem er dafür mit Friedrich Engels korrespondiert hatte.
Zwischen 1881 und 1888 war Julius Kräcker Reichstagsabgeordneter für den „Wahlkreis Breslau 7“ (westlicher Teil der Stadt Breslau). In der Zeit des Sozialistengesetzes spielte er in der illegalen Parteiorganisation eine wichtige Rolle. Als Parteiverlag gründete er die Firma „Julius Kräcker Buchdruckerei- und Verlagsgeschäft Silesia“. Er nahm 1888 am illegalen Parteitag in Kopenhagen teil. Kräcker wurde mehrfach inhaftiert. Am 18. Juli 1887, unmittelbar nach Schluss der Session des Reichstages, wurde Kräcker in Berlin auf offener Straße verhaftet und für fünf Monate in Untersuchungshaft gehalten, ehe er im ‚Breslauer Geheimbundprozess gegen Julius Kräcker und Genossen‘ (7. bis 17. November 1887) zu sieben Monaten Gefängnis verurteilt wurde. Ostern 1888 musste er die Haftstrafe eintreten. Im September wurde er von Gefängnis ins Krankenhaus gebracht und starb an Krebs am 2. Oktober 1888.
Auf dem ersten legalen Parteitag der SPD in Erfurt 1890 war im Verhandlungssaal ein umkränztes Bild Kräckers neben den Abbildungen anderer verstorbener ehemals führenden Sozialdemokraten aufgehängt.

## Werke
- Die Wahrheit. Demokratisch-sozialistisches Wochenblatt. (1. April 1876 Probenummer; 7. Mai 1876 bis 20. Oktober 1878)
- Der Schlesische Erzähler. Hrsg. von Julius Kräcker, Breslau 1878 (verboten ab Nr. 16 gemäß § 28 des Sozialistengesetzes)
- Der Schlesische Courier. Hrsg. von Julius Kräcker, Breslau 1878 (verboten am 21. Dezember 1878 gemäß § 28 des Sozialistengesetzes)
- Etwas mehr Licht über die Ursachen des Nothstandes in Oberschlesien. Verlag der Schlesischen Volksbuchhandlung, Breslau 1880
- [Hrsg.]: Karl Marx. Lohnarbeit und Kapital. Verlag der Schlesischen Volksbuchhandlung, Breslau 1880
- Der Kampf gegen den Sozialismus. Ein nichtgehaltener Vortrag. Verlag der Schlesischen Volksbuchhandlung, Breslau 1880
- Geschichte der Juden in Breslau. Ein Zeit und Sittenbild aus Breslau's Vergangenheit. H. Zimmer, Breslau 1880
- Drei Reichstagsreden: Kräcker über die Arbeitsbücher. Grillenberger zum Krankenkassengesetz. Hasenclever über die Holzzölle. Wörtlicher Abdruck des amtlichen stenographischen Berichts. Selbstverlag Grillenberger, Nürnberg 1883